# 乗鞍高原いがやスキー場

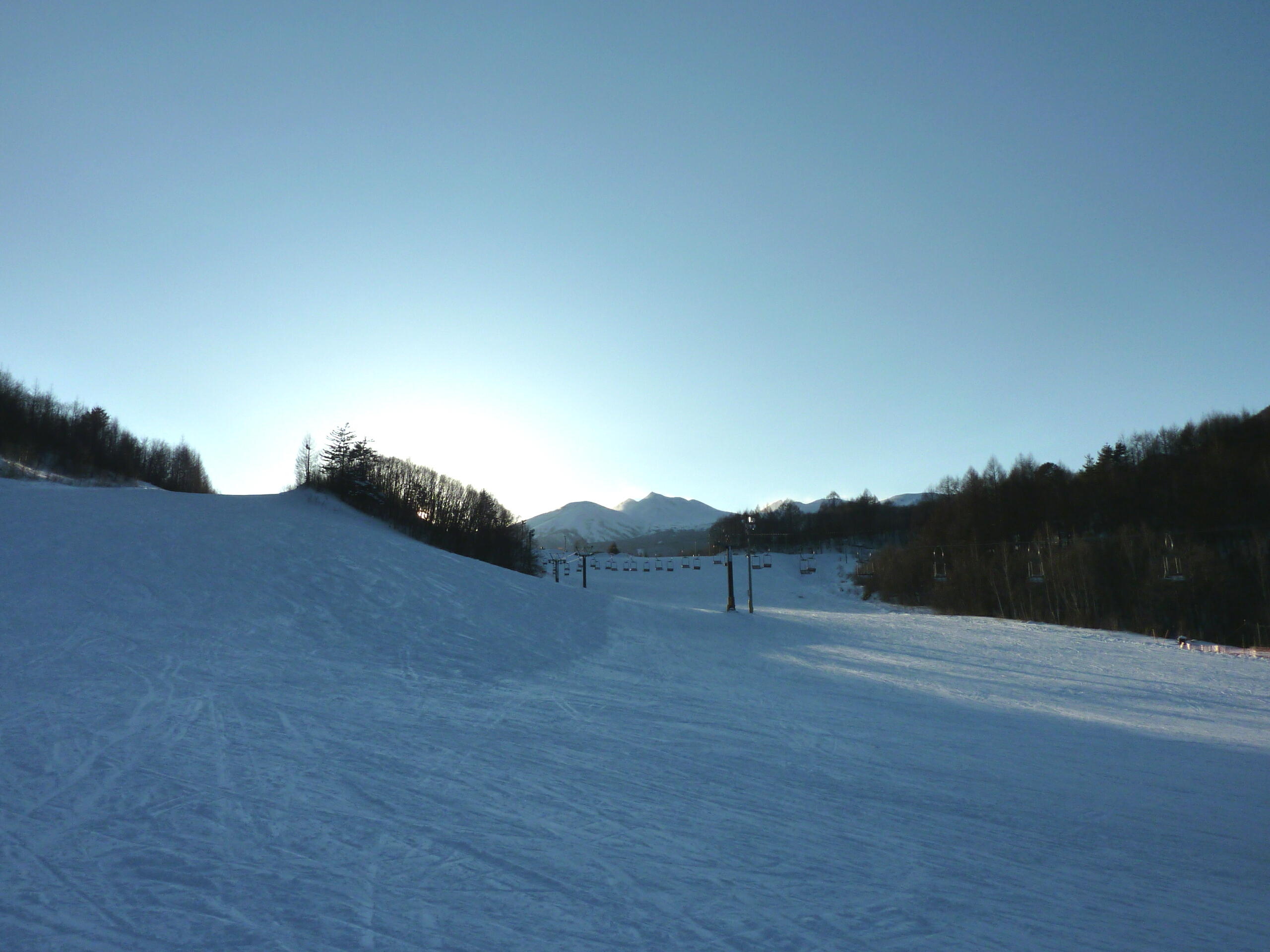
プライマリーコースとパノラマコースの合流部付近（パノラマコース下部）からゲレンデ上部を望む。

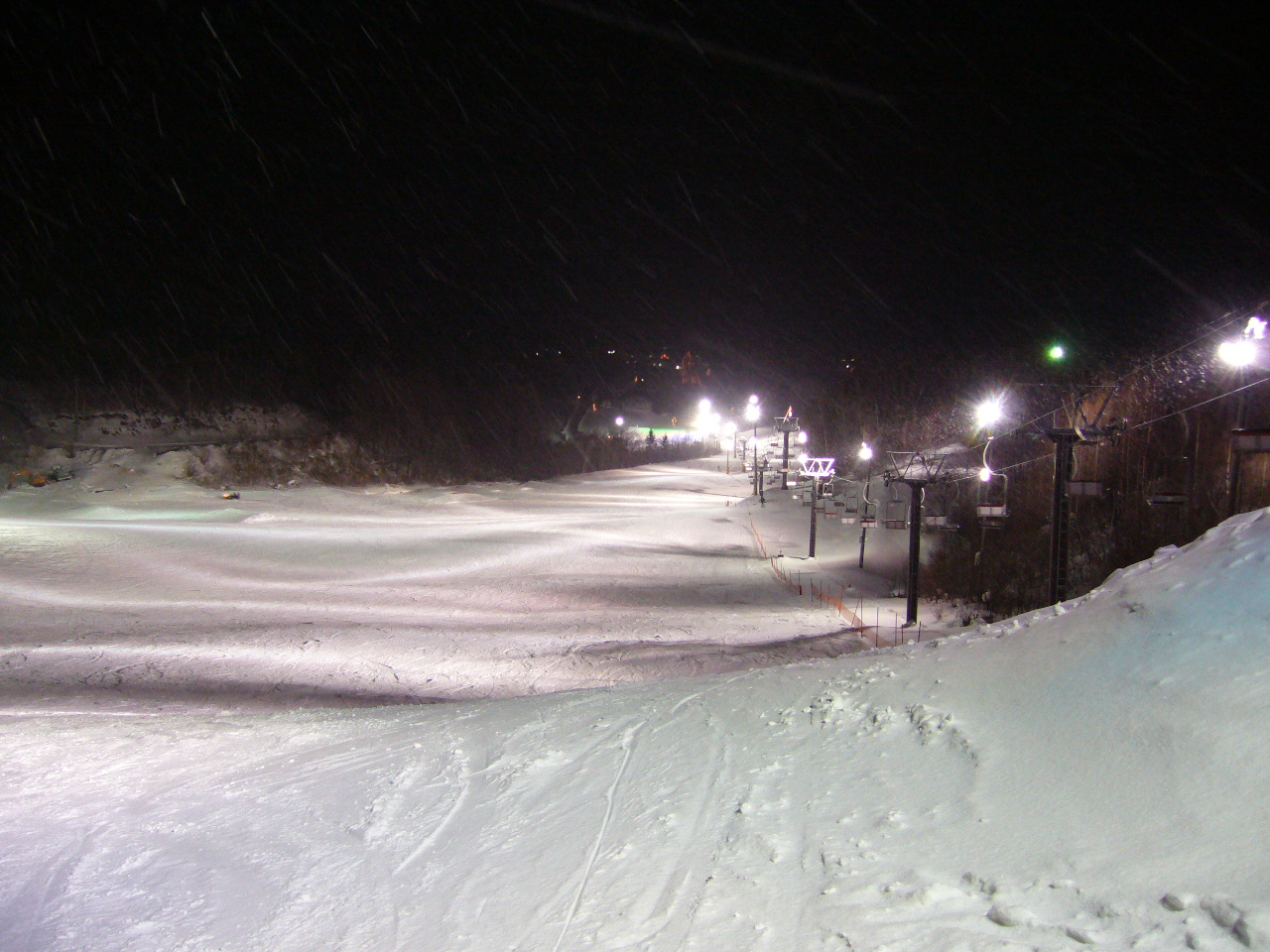
2006シーズン、ナイター営業中のいがやスキー場のゲレンデ

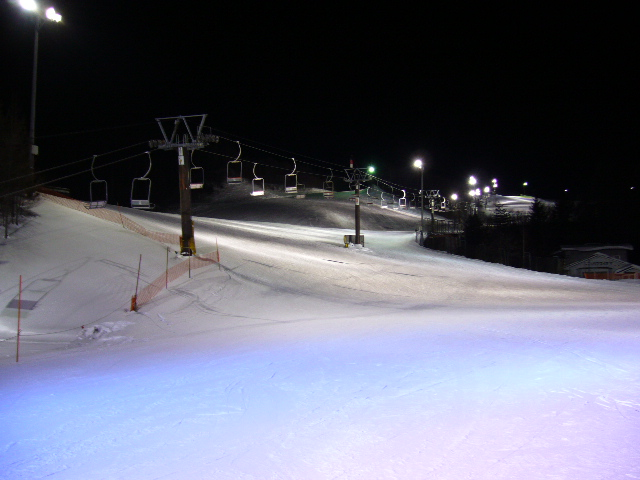
2007シーズン、ナイター営業中のいがやスキー場のゲレンデ

乗鞍高原いがやスキー場（のりくらこうげんいがやスキーじょう）は、長野県松本市（旧安曇村）にあったスキー場である。現在は営業していない。
1988年、当時の安曇村が開設した。スキー場の名前は、往年の名スキーヤー猪谷千春が少年時代にこの周辺を練習コースとして使用していたことに因む。
ファミリー向け主体のコースで、キッズパークが充実していた。
スノーボードは全面滑走可能。90年代の半ばには、乗鞍高原温泉スキー場（現在のMt.乗鞍）でスノーボード滑走が許可されていなかったことから、乗鞍高原に来訪したスノーボーダーが数多く滑走していた。
ナイター営業は年末年始と土曜日に実施していたが、2009シーズンを最後に営業を取りやめた。なお最終のナイター営業日となった2009年3月21日の夜には、有志のスキーヤーが松明を持ってプライマリーコースを滑走する、たいまつ滑走イベントが開催された。
強風等によりMt.乗鞍で全てまたは輸送主力のクワッドリフトなどが運休した場合、スキー客がいがやスキー場に集中し、非常に混雑していた。
Mt.乗鞍はゲレンデの下部で中急斜面主体となっており、また緩斜面主体のエリアに向かうにはリフト乗り継ぎなどに登りが必要なこともあり、初心者にとっては難易度が高い。このため初歩的なスキー操作を学ぶ初心者や、子供を含む無雪地からの団体客が安心して楽しめるゲレンデとして重宝されていた。
乗鞍高原スキー学校のいがや分校という形でSAJのスキー学校が存在していた。バッジテストは実施されていない。
2011年3月に独立したスキー場としての営業を終了したが、翌シーズンからはMt.乗鞍（乗鞍高原温泉スキー場から改称）の一部「Mt.乗鞍スノースマイルエリア」として営業していたが、2013年12月より休止している。

## コース
- 1基のペアリフト(834m)により、2本のコースが設置されている。
  - プライマリーコース（初級）
  - パノラマコース（初級）
- ペアリフトを降りて右手（北側）がプライマリーコース、逆側がパノラマコースである。地形により両コースは上部では完全に分かれているが、中盤で合流し、必ずリフト乗り場に到達するレイアウトになっている。緩斜面主体でゲレンデ中央部からはかなりの範囲を目視できることに加え、はぐれてしまうことが発生しないレイアウトになっているため、子供連れや初心者がいる場合でも安心して滑走を楽しむことができる環境だった。
- 両コースは、上部ではパノラマコース側が台地の上側、プライマリーコースが下側という構成で、中央部でパノラマコースが大きく標高を下げてくる構成になっている。パノラマコースの斜度がきつくなる箇所では、横方向にプライマリーコースに向けて下りていくことも可能であった。この箇所は圧雪車による圧雪作業が行なわれないため、滑走距離は100mにも満たないものの、降雪直後にはパウダースノーを楽しむこともできた。
- プライマリーコースは、滑り出し直後が比較的斜度がきつく、200m程度進んだ先はほぼ平坦である。また特に上部のコース幅が広く、リフトに近いほうが急で、リフトから離れるほど緩い斜度の地形になっている。
- パノラマコースは、滑り出し直後は緩斜面が続くが、途中から斜度のある1枚バーンとなっている。

## アクセス
- 長野自動車道松本ICから約40km
- 東海北陸自動車道高山西ICから約60km
- アルピコ交通上高地線：新島々駅（バス約60分）
- アルピコ交通バス：番所バス停（徒歩約8分）